# Grumman G-118
Grumman G-118 (đôi khi còn gọi là XF12F, tên gọi này không phải là tên gọi chính thức) là một thiết kế máy bay tiêm kích đánh chặn trang bị tên lửa hoạt động trong mọi điều kiện thời tiết trang bị cho tàu sân bay của Hải quân Hoa Kỳ. Ban đầu nó được coi là một bản nâng cấp của F11F Tiger, sau đó nó nhanh chongsp hát triển thành một đề án lớn hơn. Dù các mẫu thử đã được đặt chế tạo vào năm 1955, nhưng việc phát triển đã bị hủy bỏ cùng năm do sự xuất hiện của F4H Phantom II trước khi bất kỳ mẫu thử nào được chế tạo.

## Tính năng kỹ chiến thuật
Dữ liệu lấy từ The American Fighter from 1917 to the present

### Đặc điểm riêng
- Tổ lái: 1
- Chiều dài: 58 ft 6 in (17,83 m)
- Sải cánh: 43 ft 11 in (13,38 m)
- Chiều cao: 14 ft 10 in (4,52 m)
- Diện tích cánh: 595 ft2 (55,27 m2)
- Trọng lượng rỗng: 26.355 lb (11.955 kg)
- Trọng lượng cất cánh tối đa: 37.300 lb (16.919 kg)
- Động cơ: 2 động cơ General Electric J79-GE-207, lực đẩy 18.000 lbf (8,165 kN) mỗi chiếc

### Hiệu suất bay
- Vận tốc cực đại: Mach 2
- Trần bay: 60.000 ft (18.288 m)

### Máy bay có cùng sự phát triển
- F-11 Tiger

### Máy bay có tính năng tương đương
- F-4 Phantom II
- F8U-3 Crusader III